# Palleville
Palleville är en kommun i departementet Tarn i regionen Occitanien i södra Frankrike. Kommunen ligger i kantonen Dourgne som tillhör arrondissementet Castres. År 2022 hade Palleville 447 invånare.

## Befolkningsutveckling
Antalet invånare i kommunen Palleville
| Referens: INSEE |